# كريستيان بوشكاش
كريستيان بوشكاش (بالرومانية: Cristian Nicușor Pușcaș)‏ هو لاعب كرة قدم روماني في مركز الوسط، ولد في 20 يناير 1994 في Reghin ‏ في رومانيا. لعب مع ستيوا بوخارست ونادي بترولول بلويشتي ويو تي أي أراد.

## وصلات خارجية
- كريستيان بوشكاش على موقع قاعدة بيانات كرة القدم.إي يو (الإنجليزية)
- كريستيان بوشكاش على موقع Soccerway.com (الإنجليزية)
- كريستيان بوشكاش على موقع AS.com (الإسبانية)